# Atsuko Maeda

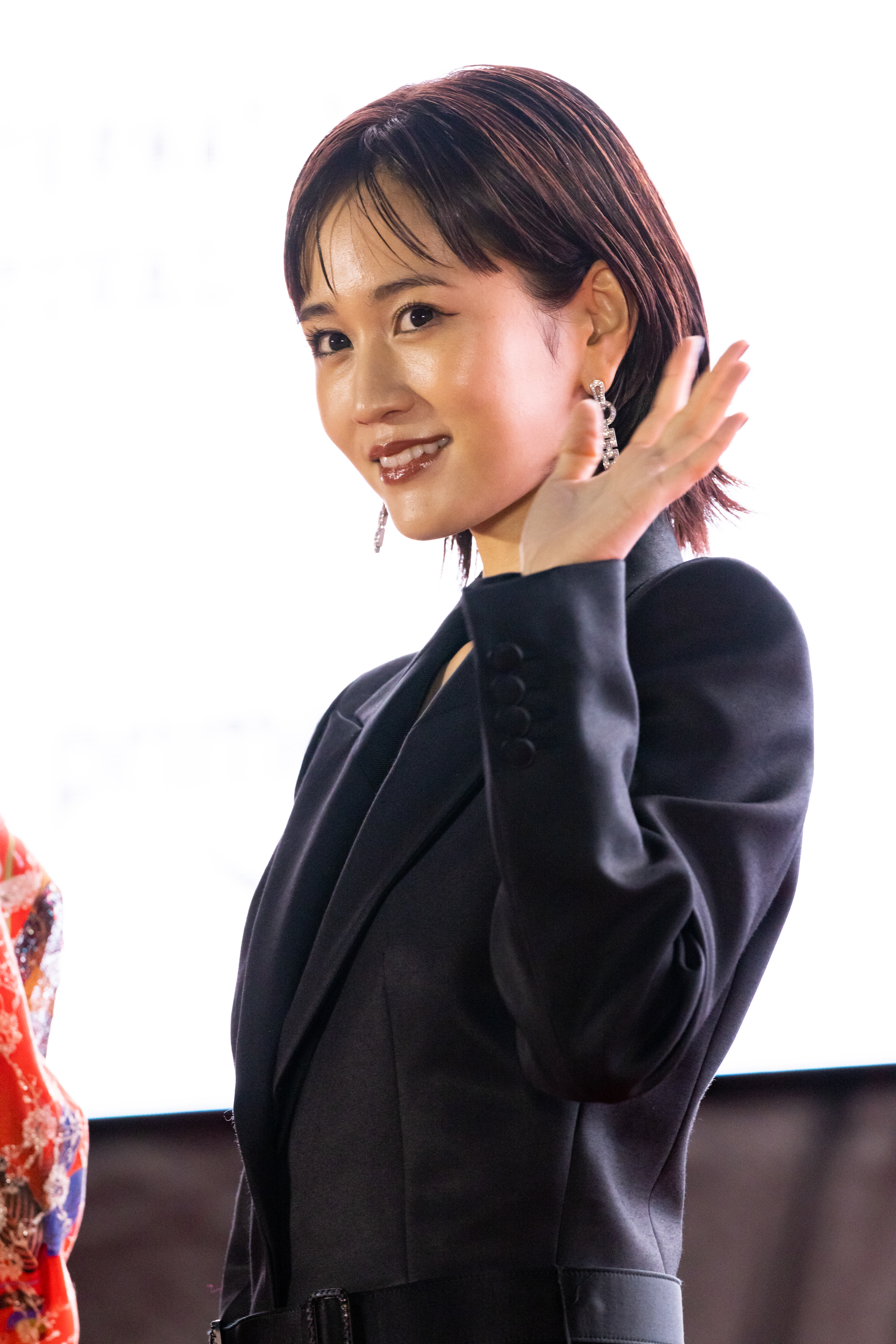
Atsuko Maeda (2022)

Atsuko Maeda (jap. 前田敦子, Maeda Atsuko; geboren am 10. Juli 1991 in Ichikawa, Präfektur Chiba) ist eine japanische Schauspielerin, Sängerin und Idol. Sie war 2005 eines der ersten Mitglieder der J-Pop-Gruppe AKB48 und bis zu ihrem Austritt 2012 eine der populärsten Figuren dort.

## Werdegang

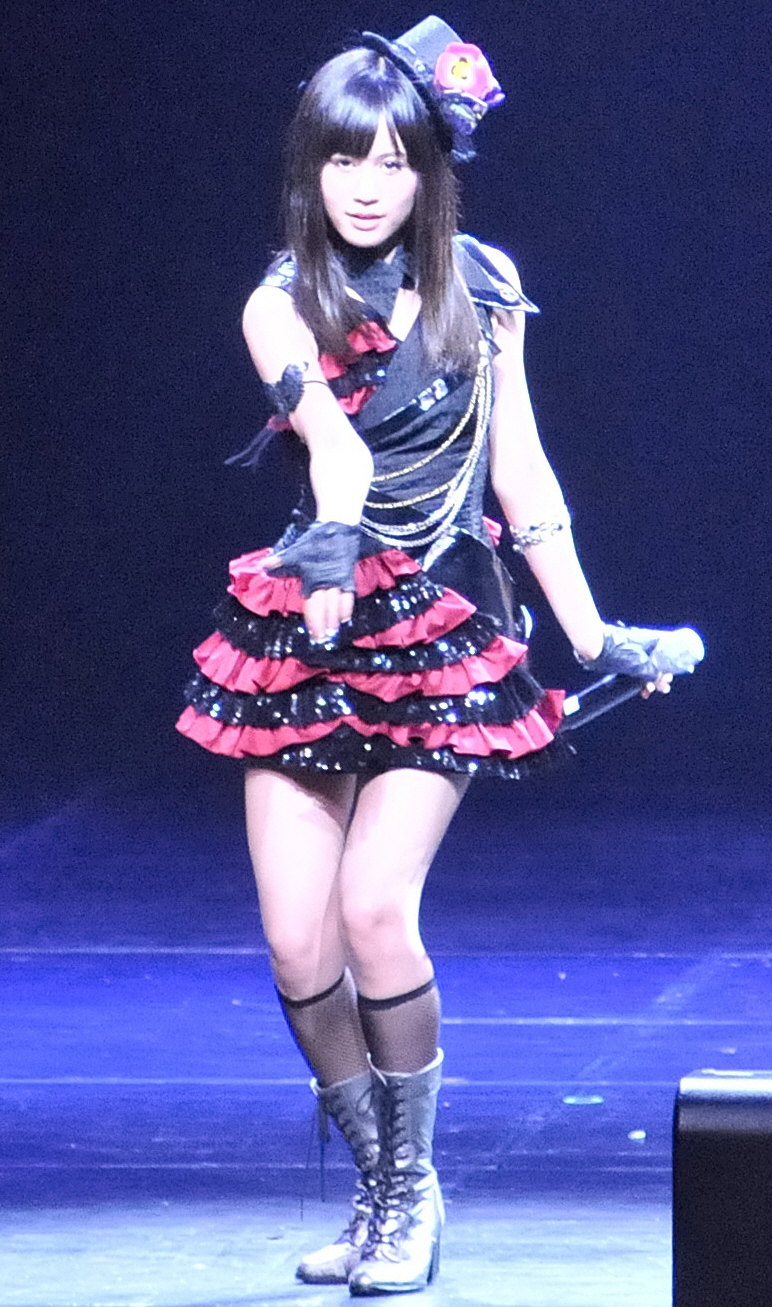
Atsuko Maeda bei einem Auftritt mit AKB48 (2011)

Maeda kam 1991 in Ichikawa, einer Großstadt am östlichen Rande Tokios, zur Welt. 2005 wurde die 14-Jährige Mitglied der neu gegründeten Musikgruppe AKB48, ein Kürzel mit Bezug zum Tokioter Stadtteil Akihabara. 2009 und 2011 konnte sie die Wahlen der Fans zum populärsten Mitglied der Gruppe gewinnen. Die Wahlen haben auch Einfluss auf die Aufstellung, welche Mitglieder an der Veröffentlichung der Singles beteiligt sind. Sie wurde auch als Gesicht von AKB48 bezeichnet. 2012 stieg sie aus der Gruppe aus, um den Fokus auf ihre schauspielerische und musikalische Solokarriere zu legen.
Ihre erste eigene Single Flower wurde am 22. Juni 2011 durch King Records und You, Be Cool! veröffentlicht. Maeda war damit das zweite Mitglied von AKB48 nach Itano Tomomi, welches eine Solokarriere einschlug. Die Single konnte die Spitze der Billboard Japan Hot 100 erreichen. 2012 folgte die Single Kimi wa Boku Da. Maeda sang 2013 den Titelsong Time Machine Nante Iranai des live-action Dramas Yamada-kun to 7-nin to Majo, ihre insgesamt dritte eigene Single und die erste seit dem Ausstieg bei AKB48. Es folgte 2014 die Single Seventh Chord. Am 22. Juni 2016 veröffentlichte Maeda unter den Labeln King Records und You, Be Cool! ihr erstes Album Selfish im Bereich Pop/Rock mit 14 Stücken sowie einem Making of.
Ihren ersten Auftritt als Schauspielerin hatte Maeda 2007 im Film Ashita no watashi no tsukurikata in der Rolle der Hinako Hanada. Es folgten weitere Filme, wie Moshi kôkô yakyû no joshi manêjâ ga Dorakkâ no 'Manejimento' o yondara (2011) und Kueki Ressha (2012), der Fokus liegt jedoch auf japanischen Serien und Miniserien. 2018 spielte sie Mari Okada in einem autobiographischen TV-special. Ihre schauspielerische Leistung brachte ihr mehrfach Nominierungen für Filmpreise ein, so 2013 für den Blue Ribbon Award und 2017 für den Asian Film Award.
2018 heiratete Maeda den Schauspieler Ryo Katsuji. 2019 kam ein gemeinsamer Sohn zur Welt.

## Filmografie (Auswahl)

### Filme
- 2007: Ashita no watashi no tsukurikata
- 2011: Moshi kôkô yakyû no joshi manêjâ ga Dorakkâ no 'Manejimento' o yondara
- 2012: Kueki Ressha
- 2013: Moratoriamu Tamako
- 2013: The Complex – Das Böse in Dir
- 2016: Shin Godzilla (Cameo)

### Serien
- 2008: Taiyô to umi no kyôshitsu
- 2010: Ryômaden
- 2010: Q.10
- 2011: Hana zakari no kimi tachi e: Ikemen paradaisu
- 2012: Saikou no jinsei no owarikata
- 2013: Kasukana kanojo
- 2013: Asaki yumemishi - yaoya oshichi ibun
- 2015: Dokonjô gaeru
- 2016: Busujima Yuriko no Sekirara Nikki
- 2017: Shûkatsu Kazoku: Kitto, Umaku Iku
- 2017: Minshû no teki: yononaka okashikunaidesuka?
- 2022: Touboui F

## Diskografie

### Alben
| Jahr | Titel   | Höchstplatzierung, Gesamtwochen, AuszeichnungChartsChartplatzierungen (Jahr, Titel, Platzierungen, Wochen, Auszeichnungen, Anmerkungen) | Anmerkungen                         |
| Jahr | Titel   | JP | Anmerkungen                         |
| ---- | ------- | --- | ----------------------------------- |
| 2016 | Selfish | JP8 (7 Wo.)JP | Erstveröffentlichung: 22. Juni 2016 |

### Singles
| Jahr | Titel Album                 | Höchstplatzierung, Gesamtwochen, AuszeichnungChartsChartplatzierungen (Jahr, Titel, Album, Platzierungen, Wochen, Auszeichnungen, Anmerkungen) | Anmerkungen                              |
| Jahr | Titel Album                 | JP | Anmerkungen                              |
| ---- | --------------------------- | --- | ---------------------------------------- |
| 2011 | Flower –                    | JP1 Platin + Gold (Digital) · (26 Wo.)JP | Erstveröffentlichung: 22. Juni 2011      |
| 2012 | Kimi wa Boku Da –           | JP2 Gold + Gold (Digital) · (15 Wo.)JP | Erstveröffentlichung: 20. Juni 2012      |
| 2013 | Time Machine Nante Iranai – | JP2 Gold + Gold (Digital) · (10 Wo.)JP | Erstveröffentlichung: 18. September 2013 |
| 2014 | Seventh Chord –             | JP4 (9 Wo.)JP | Erstveröffentlichung: 5. März 2014       |